# Lijst van programma's van Tien
Dit is een lijst van televisieprogramma's die te zien waren op Tien (t/m 15 december 2006: Talpa) van John de Mol.
- 4x Blauw
- 5 tegen 5 (presentatie: Gordon, later door Winston Gerschtanowitz)
- 7 plagen (herhalingen van Talpa)
- De 80's & 90's Kwis (presentatie: Jan Joost van Gangelen)
- Anatomie voor beginners
- Barend & van Dorp	(met: Frits Barend, Henk van Dorp en Jan Mulder)
- Beroemde Ouders
- Big Brother (presentatie: Bridget Maasland)
- Bijstand in de Liefde
- Blinde Liefde
- Boks (politieserie met Maarten Spanjer, Jim Bakkum en Hanna Verboom)
- Buurt op stelten
- Café de Sport (presentatie: Humberto Tan en Jack Spijkerman)
- Celebrity Poker
- Crossing Jordan
- De Acht
- De Bouw (presentatie: Margje Teeuwen)
- De bruiloft van...
- De Buitenlandse Bruid
- De Gouden Kooi
- De grootste verliezer
- De Hollandse Hitmix
- De Laatste Show
- De leukste thuisvideo's (gepresenteerd door Charly Luske
- De Nix-factor
- De slimste (presentatie: Linda de Mol)
- De wedstrijden: samenvattingen van alle Eredivisie-wedstrijden
- De weg naar Talpa (Openingsprogramma van de zender)
- Deadwood
- De Andre van Duin Show
- Entertainment Live (presentatie: Anouk Smulders, Sjimmy Bruijninckx, Evert Santegoeds)
- Empire
- Expeditie Robinson (presentatie: Ernst-Paul Hasselbach)
- Go no Go
- Gooische Vrouwen (dramaserie met onder anderen Linda de Mol en Peter Paul Muller)
- Gordon in de mode
- Fashion House
- Het beste van Big Brother
- Het glas is half vol (met Viola Holt en Bonnie St. Claire)
- Het huwelijk van...
- Het Land van Maas en Geel (presentatie: Bridget Maasland en Cees Geel)
- Het Weer
- Hoe word ik een Gooische Vrouw (presentatie: Bridget Maasland)
- Hotel Big Brother (presentatie: Caroline Tensen)
- The Iceman
- In de huid van...	(presentatie: Winston Gerschtanowitz)
- Ivo (presentatie: Ivo Niehe)
- Je leven in de steigers (presentatie: Bridget Maasland)
- Joling & Gordon over de vloer
- Just the Two of Us
- Kluners uit Kenia
- Komt een man bij de dokter
- Koppels
- Koppensnellers (presentatie: Jack Spijkerman)
- Lieve Lust
- Linda & Beau op zondag (presentatie: Beau van Erven Dorens en Linda de Mol)
- Lotte
- M/V (presentatie: Linda de Mol en Beau van Erven Dorens)
- Man & Paard (comedy met Beau van Erven Dorens, Vivienne van den Assem en Arijan van Bavel)
- 't Mannetje
- Marco Borsato & Friends
- Meneer de Huisvrouw
- Na de wedstrijden
- Nieuw Dier
- NOX (proeftuin van/voor televisiemakers)
- NSE Nieuws (met onder andere Beau van Erven Dorens en Bridget Maasland) (voortijdig beëindigd)
- Ongelooflijk maar waar
- Op z'n Hollands (Met Kim Holland)
- Parels & Zwijnen
- Play2Win (Belspel)
- Poker Uncovered
- Postcodeloterij 1 Miljoen Wat? (presentatie: Winston Gerschtanowitz)
- Postcodeloterij Deal or no deal (presentatie: Beau van Erven Dorens)
- Postcode Loterij: Eén tegen 100 (presentatie: Caroline Tensen)
- Postcode Loterij: Deal or no Deal
- Postcode Loterij: Miljoenenjacht (presentatie: Linda de Mol)
- Rauw!
- Reislust
- Rozengeur & Wodka Lime
- Samen
- Sarina het medium
- Sjoemelaars en sjacheraars
- Slapen bij Frans Bauer
- Sponsor Loterij Superbal (presentatie: Rolf Wouters)
- Sponsor Loterij Super Surprise Show (presentatie: Henny Huisman)
- Stenders Late Vermaak
- Street Legends (met Edgar Davids)
- The 4400
- Thuis (voortijdig beëindigd)
- Tijd voor Tien
- Toen ik 17 was
- Top Kok
- Toppers in Concert (Concertregistraties)
- Froger, Joling & Gordon: Over de Toppers
- Kerst met De Toppers in Disneyland
- Toppers in de sneeuw
- Toppers: De weg naar de ArenA
- Typisch Van Duin (Het beste van André van Duin)
- Uit Het Leven
- Van Speijk
- Villa BvD	(met: Frits Barend, Henk van Dorp en Jan Mulder)
- Weeds
- Wie goed doet... (presentatie: Renate Gerschtanowitz)
- Woef: Hoe word ik een beroemde hond? (presentatie: Bridget Maasland)
- Wondere Wereld

## Extra
In De TV Competitie werd van vijf producenten een pilot uitgezonden van een nieuw reality tv-format, waarvan er slechts 1 in het uitzendschema van Talpa opgenomen zou worden.
Het niet-gekozen programma 5 Sterren, over vijf voormalige prostituees die samen een restaurant runnen, is in 2006 in iets gewijzigde vorm als Uit Het Leven alsnog uitgezonden.